# Mathematisches Instrument
Als mathematisches Instrument (oder auch mathematisches Gerät) wird ein materielles Hilfsmittel bezeichnet, das in der Mathematik eingesetzt wird, um Ergebnisse zu erlangen, jedoch kein Alltagsgegenstand ist.
So sind z. B. die klassischen Schreibutensilien wie Schiefertafel bzw. Papier, Bleistift und Radiergummi bzw. Tafel, Kreide und Schwamm und auch die Schreibmaschine zwar essentielle Hilfsmittel, um mathematische Ergebnisse zu erlangen und festzuhalten, aber keine mathematischen Instrumente.

## Mathematische Instrumente
Sie werden üblicherweise nach dem Verwendungszweck eingeteilt:

### Mathematische Papiere
- Millimeterpapier
- Polarkoordinatenpapier
- Dreiecknetzpapier
- Wahrscheinlichkeitspapier
- Logarithmenpapier (doppeltlogarithmisches Papier und einfachlogarithmisches Papier)

### Zeicheninstrumente
- Lineal
- Kurvenlineal oder auch Kurvenschablone
- Zirkel
- Nullenzirkel für kleine Kreise
- Stangenzirkel für große Kreise
- Pantograph

### Messinstrumente
- Stechzirkel
- Reduktionszirkel oder auch Proportionalzirkel (galileischer Typ und bürgischer Typ)
- Goniometer
- Winkelmesser
- Messschieber

### Einfache Rechenhilfsmittel und -geräte
- Kerbholz
- Abakus und Soroban (japanischer Abakus)
- Rechenkasten
- Rechenpfennig
- Rechenstäbchen, speziell Napiersche Rechenstäbchen
- Addierstift
- Zahlenschieber (auch Griffeladdierer)
- Rechenschieber und Rechenscheibe
- Tafeln wie Logarithmentafel und Integraltafel
- Nomogramm

### Differentiatoren
- Spiegellineal
- Derivimeter nach Ott
- Prismenderivator nach Harbour

### Integratoren
- Kurvimeter (Messrädchen)
- Kurvimeter nach Coradi
- Kurvimeter nach Ott
- Polarplanimeter
- Linearplanimeter
- Integraph und Integrimeter
- harmonischer Analysator

### Analogrechengeräte
Messinstrument
- Addiermaschinen, z. B. Brunsviga
- Multiplikationsmaschinen
- Vier-Spezies-Maschine

### Chiffriermaschinen
- Enigma
- TypeX
- SIGABA

### Digitalrechengeräte
- Taschenrechner
- Computer

## Geschichte
Der große Astronom Johannes Kepler führt in einem 1628 von ihm eigenhändig angefertigten Verzeichnis seiner Habe u. a. auf: „Darneben ein Stebich mit Globis vnd mathematischen Instrumenten …“ Den Begriff verwendet auch Johann Gabriel Doppelmayr, der 1713 eine Übersetzung des 1709 in französischer Sprache erschienenen „Traité de la construction et des principaux usages des instrumens de mathématique“ des französischen Ingenieurs Nicolas Bion (1652–1733) unter dem Titel „Mathematische Werck-Schule, Oder Gründliche Anweisung, wie die Mathematische Instrumenten … zu gebrauchen“ herausgab. Er übernimmt für seine Übersetzung wörtlich den Begriff „instrumens“ der Vorlage. Hierbei handelt es sich um die alte Schreibweise des Plurals „instruments“ von „instrument“.
„Instrument“ wird in dieser Zeit mit Werkzeug übersetzt. Darüber gibt der Artikel „Instrument, Werck-Zeug“ im Zedler-Lexikon Auskunft. Danach würden insbesondere in der Angewandten (ausübenden) Mathematik diejenigen als mathematische Instrumente bezeichnet, mit denen man die in der Theorie vorausgesagten Eigenschaften der konkreten Quantitäten den „Sinnen vor Augen legen kann“. Zu den Instrumenten werden gezählt: Zirkel, Lineal, Messkette, Winkelmesser, Astrolabium, Quadrant, Fernrohr, Himmels- und Erdglobus, Wasserwaage. Im gleichen Lexikon wird unter „Meß-Kunst“ mitgeteilt, dass das Ausmessen durch „gewisse Instrumente, als Meß-Ketten, Meß-Tischlein“ usw. geschieht, dem dann die Berechnung folgt.
Das Institut für Mathematik der Julius-Maximilians-Universität Würzburg besitzt eine Sammlung historischer mathematischer Instrumente des Industriezeitalters, für die Hans-Joachim Vollrath 2019 einen Bestandskatalog veröffentlichte.